# Socjaldemokracja Polska
De Sociaaldemocratie van Polen (SDPL of SdPl) (Pools: Socjaldemokracja Polska) is een sociaaldemocratische politieke partij in Polen, die in 2004 werd opgericht. Tot de programmapunten van de partij behoren: integratie binnen de Europese Unie, verzorgingsstaat, gratis onderwijs, gratis gezondheidszorg, liberalisering op het gebied van abortus, scheiding van kerk en staat, opheffing van de Senaat. De partij is tegen de opheffing van de districten en tegen herinvoering van de doodstraf.

## Achtergrond

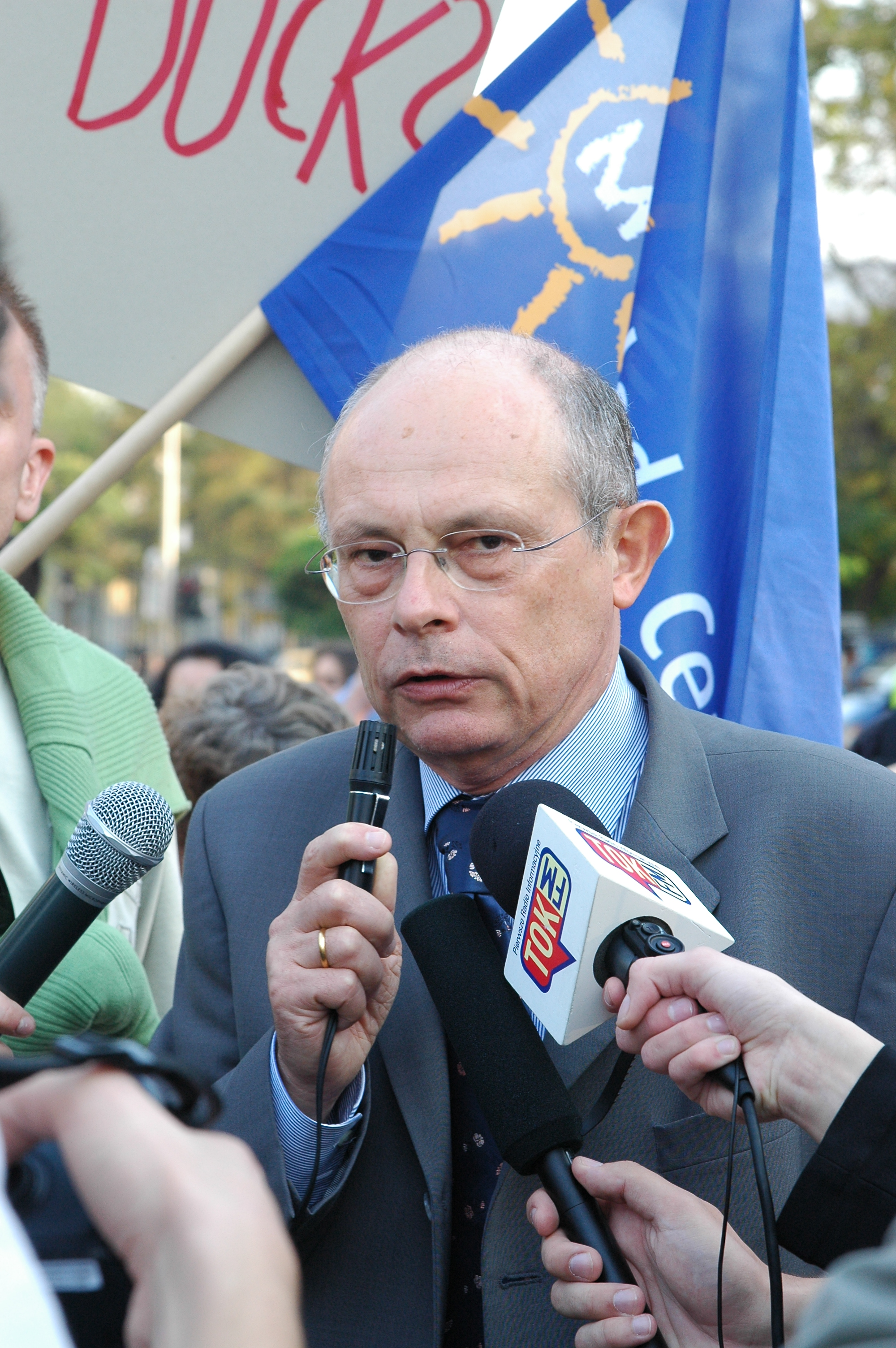
Marek Borowski, oprichter en eerste voorzitter van de SDPL

Na de monsterzege van de Alliantie van Democratisch Links (SLD) in de verkiezingen van 2001 kreeg Polen drie achtereenvolgende coalitieregeringen van SLD, Unie van de Arbeid (UP) en (tot 2004) Poolse Volkspartij (PSL). In deze periode kwam de SLD wegens diverse schandalen en affaires in toenemende mate onder vuur te liggen en in 2004 was de steun voor de partij in de peilingen inmiddels geslonken tot minder dan 10%. Als gevolg hiervan trok Leszek Miller zich op 6 maart van dat jaar terug als partijvoorzitter. Op 2 mei trad hij, een dag na de Poolse toetreding tot de Europese Unie, ook af als premier. Desondanks kwam het tot een scheuring binnen de partij, waarbij sommige leden overstapten naar de Democratische Partij - demokraci.pl (de voormalige Vrijheidsunie), terwijl een andere groep onder leiding van Marek Borowski een nieuwe partij vormde, de SDPL. Borowski was tot dan toe een van de meest prominente en gerespecteerde leden van de SLD geweest. Zo was hij onder meer: vicepremier en minister van financiën (1993-1994), minister/kabinetschef van de ministerraad (1995-1996), vicevoorzitter van de Sejm (1996-2001) en sinds 2001 voorzitter van de Sejm, na de president en de premier de hoogste functie binnen de Poolse staat.

## Oprichting
De SDPL werd opgericht op 26 maart 2004 en officieel geregistreerd op 19 april van dat jaar. Naast de vele SLD-leden die met Borowski waren meegekomen, traden tot de nieuwe partij ook leden van andere groeperingen toe, met name de Unie van de Arbeid (UP). Onder hen waren Tomasz Nałęcz (tot dan toe vicevoorzitter van de Sejm en vicevoorzitter van de UP) en Marek Balicki, voormalig onderminister van volksgezondheid. In 2005 beschikte de SDPL in de Sejm over een fractie met 32 leden en in de Senaat over een fractie met 10 leden

## Verkiezingsresultaten
De perspectieven voor de nieuwe partij waren zeer gunstig en volgens de eerste peiling na de oprichting van de partij kon deze op 11% van de stemmen rekenen, meer dan de SLD. Bij de verkiezingen voor het Europees Parlement van 10 juni 2004 behaalde de SDPL 5,33% van de stemmen, goed voor 3 zetels. De SDPL steunde de regering van Marek Belka en leverde één minister in de persoon van Marek Balicki, die minister van volksgezondheid werd.
Bij de parlementsverkiezingen van 25 september 2005 behaalde de SDPL echter slechts 3,89% van de stemmen en kwam daarmee niet over de kiesdrempel van 5%. In de presidentsverkiezingen datzelfde jaar kreeg Marek Borowski 10,33% van de stemmen, goed voor een vierde plaats na Donald Tusk, Lech Kaczyński en Andrzej Lepper. Saillant detail is hierbij wel dat zijn campagneleider Tomasz Nałęcz tijdens de campagne overliep naar Włodzimierz Cimoszewicz en op 17 augustus zelfs diens woordvoerder werd, waarvoor hij een dag later uit de partij werd gezet. Overigens zou Cimoszewicz zich minder dan een maand later uit de race terugtrekken en moet de steun voor Borowski voor een groot gedeelte uit SLD-gelederen afkomstig zijn geweest.
Na deze mislukkingen ging de SDPL voor de lokale verkiezingen van 3 september 2006 met de SLD, de Democratische Partij - demokraci.pl (PD) en de Unie van de Arbeid een coalitie aan onder de gemeenschappelijke noemer Links en Democraten (LiD). Borowski zelf was namens deze formatie kandidaat voor de functie van burgemeester van Warschau en behaalde de derde plaats. Ook aan de parlementsverkiezingen van 2007 werd door de SDPL deelgenomen als onderdeel van de LiD. Hierbij haalde de LiD 53 zetels, waarvan er 10 ten deel vielen aan de SDPL.

## Teloorgang
Op 22 april 2008 stapten de parlementariërs van de SDPL uit de LiD-fractie, kort nadat de PD-parlementariërs hetzelfde hadden gedaan, en vormden een eigen fractie in de Sejm onder de naam Sociaaldemocratie van Polen - Nieuw Links. Twee leden van de SDPL verlieten de partij en bleven binnen de oude fractie, die werd omgedoopt tot Links (Lewica). Hierop volgde een geleidelijke leegloop uit de partij, waarbij diverse parlementsleden (onder wie oud-minister Balicki) de partij en/of de fractie verlieten. Er bestonden inmiddels ernstige twijfels of het nog wel zin had om door te gaan met de SDPL. Borowski zelf trad op 1 augustus af als partijvoorzitter en het zou tot 10 januari 2009 duren voordat hij werd opgevolgd door Wojciech Filemonowicz, tot dan toe secretaris-generaal van de partij.
Op 1 februari 2009 vormde de SDPL samen met de PD en de Groenen 2004 een nieuwe coalitie, Alliantie voor de Toekomst (PdP). Leider daarvan werd oud-minister van buitenlandse zaken en zittend Europarlementariër van de SDPL Dariusz Rosati. Op de kieslijst voor de Europese Parlementsverkiezingen 2009 in Polen stonden naast leden van deze drie partijen ook leden van een andere linkse coalitie, de Unie van Links, en van de Democratische Partij (SD). De PdP behaalde uiteindelijk 2,44% van de stemmen, niet genoeg voor een zetel. Hiermee was ook deze alliantie mislukt. Rosati zou twee jaar later lid worden van het Burgerplatform.
Op 4 augustus 2010 sloot de SDPL voor de lokale verkiezingen van dat jaar een alliantie met Pools Links (opgericht in 2008 door Leszek Miller maar inmiddels door hem verlaten) en de Unie van Links. Ook deze leverde echter geen zetels op en de leegloop uit de partij ging door. In 2012 stapte een groot aantal leden van de SDPL over naar de Palikot-Beweging In februari 2013 besloot het partijbestuur van de SDPL nauwer met deze partij te gaan samenwerken en in juni trad de SDPL toe tot de formatie Europa Plus, waartoe ook de Palikot-Beweging, de Unie van Links, de partij Racja, de beide Democratische Partijen (PD en SD), de Poolse Partij van de Arbeid - Augustus 80 en een groep rondom voormalig SLD-coryfee Ryszard Kalisz gingen behoren. Toen deze formatie in oktober 2013 in de partij Jouw Beweging (Twój Ruch) werd omgezet, trad de SDPL echter niet tot de nieuwe partij toe. In februari 2014 verlieten de SDPL en de Unie van Links Europa Plus uit ontevredenheid over het naar hun mening autoritaire optreden van Palikot.
Op dit moment is de SDPL in het parlement vertegenwoordigd in de persoon van Marek Borowski, die bij de parlementsverkiezingen van 2011 als onafhankelijk kandidaat in de Senaat werd verkozen. In 2015 werd hij herkozen als senator; daarmee werd Borowski de enige overgebleven vertegenwoordiger van links in het Poolse parlement, aangezien de alliantie Verenigd Links van onder meer SLD, de UP en Twój Ruch, niet over de kiesdrempel heen wist te komen.